# Васильева, Ирина Михайловна
Ирина Михайловна Васильева (2 мая 1924, селение Красная Поляна, Самарский уезд, Самарская губерния — 8 июля 2005, Подольск, Московская область) — Заслуженная артистка РСФСР (1970).

## Биография
Родилась 2 мая 1924 года в селении Красная Поляна (ныне — Елховский район Самарской области) в семье служащего.
В 1941 году окончила среднюю школу в Куйбышеве. Окончила студию при Куйбышевском театре драмы имени М. Горького на курсе А. Д. Треплева. В 1947 году на Всероссийском смотре молодёжи в Москве награждена грамотой ЦК ВЛКСМ и премией I степени. Работала актрисой в драматических театрах в городах Куйбышев, Молотов (Пермь), Березники, Томск, Астрахань, Красноярск, Магнитогорск. В последнем с 1960 по 1984 год была ведущей актрисой Магнитогорского драматического театра имени А. С. Пушкина. Член Всероссийского театрального общества. В 1961 году — делегат XI съезда Всероссийского театрального общества. Член КПСС, секретарь парторганизации театра, в 1971 году избрана делегатом XXIV съезда. В 1984—1987 работала режиссёром народного театра драмы.
Умерла 8 июля 2005 года в городе Подольск Московской области. Похоронена в Магнитогорске на Правобережном кладбище.

## Роли в театре
Куйбышевский театр драмы им. М. Горького
- Зоя (М. Алигер «Зоя»)

Томский областной театр драмы им. В. П. Чкалова
- Джейн («Тридцать серебреников» Говард Фаст, 1951)
- Ирина («Три сестры, А. П. Чехов», 1951)
- Нина Александровна Славина, майор («Жизнь начинается снова» В. Собко, 1952)

Астраханский драматический театр им. С. М. Кирова (1952 — !955)
- Лиза («Дворянское гнездо» по роману И. С. Тургенева)

Красноярский драматический театр имени А. С. Пушкина (1955—1960)
- Анна Вальтер («Последняя остановка» Э. М. Ремарк)
- Диана, графиня де Бельфлор («Собака на сене» Лопе де Вега)
- Катарина («Укрощение строптивой» У. Шекспир)
- Ольга («Годы странствий» А. Арбузов)

Магнитогорский драматический театр имени А. С. Пушкина
- Ви Толбет («Орфей спускается в ад» Т. Уильямс)
- Наташа («Потерянный сын» А. Арбузов)
- Натали («Гибель поэта» В. Соловьев, первое исполнение в СССР)
- Гертруда («Гамлет» У. Шекспир, 1963)
- Комиссар («Оптимистическая трагедия» В. Вишневский)
- Глафира Фирсовна («Последняя жертва» А. Островский)
- Хирург Лиза Коваленко («Вдовец» А. Штейн,1965)
- Бабушка («Деревья умирают стоя» А. Касона)
- Софья Кичигина («Чти отца своего» В. Лаврентьев)
- Галина («Затейник» В. Розов)
- Анна Горячева («Тяжкое обвинение» Л. Шейнин)
- Софья Марковна («Старик» М. Горький)
- Елена Кольцова «Чрезвычайный посол», А и П. Тур (диплом I степени на смотре театров к 50-летию Октября, 1967)
- Агния Шабанова («Традиционный сбор» В. Розов, 1968)
- Инна Горбанюк («Дело, которому ты служишь» Ю. Герман,1968)
- Мария Одинцова («Мария» А. Салынский, 1969, первое исполнение в СССР)
- Мария Ильинична Ульянова и Надежда Константиновна Крупская (Третья патетическая, Н, Погодин, 1970)
- Роза Александровна («Ретро» А. Галина, 1971)
- Людмила Прокофьевна Калугина («Сослуживцы» Э. Брагинский, Э. Рязанов, 1971)
- Марфа Игнатьевна Кабанова («Гроза» А. Островский, 1973)
- Катерина («Долги наши» Э Володарский, 1973)
- Фаина («Весёлый тракт» Б. Васильев, 1974)
- Лидия Васильевна («Старомодная комедия» А. Арбузов, 1976)

## Награды
Нагрудный знак Министерства культуры СССР «За отличную работу»

## Звания
Заслуженная артистка РСФСР (22.06.1970)

## Семья
Муж Резинин Анатолий Андреевич, заслуженный артист Казахской ССР, заслуженный деятель искусств РСФСР., главный режиссёр Магнитогорского драматического театра имени А. С. Пушкина (1960—1972). Умер в 1986 году в Магнитогорске.
Дочь — Ирина (род. 1949), театровед.
Сын — Андрей (род. 1953), переводчик, госслужащий.

## Высказывания
Удивительный драматург В. Розов. Почти каждая его новая пьеса вызывает горячие споры, дискуссии. Пьеса «Традиционный сбор», по которой в Магнитогорском драматическом театре режиссёр А. Резинин поставил интересный спектакль… Сложный человек — Агния. Исполнительница этой роли И. М. Васильева именно такой и предлагает нам свою героиню. В молодости боялась сфальшивить, ненавидела всякую ложь, а не смогла пронести это через всю жизнь… Всё, что делает и всё, что говорит Агния И. М. Васильевой, является, пожалуй, результатом оборонительной позиции, которую заняла эта женщина теперь в жизни. Но пришлось сейчас, на традиционном сборе, вспомнить всё старое, ответить перед собой, и слетела маска. Вся сжавшись, сидит на последней парте обыкновенная женщина, с отчаянным облегчением говорит мужу о своих очках. И нам под занавес спектакля верится, что такая Агния обязательно состоится как личность.
— Л. Н. Малышева
«Я больше всего хочу, чтобы город наш был театральным. Театр духовно обогащает», — не раз говорила актриса Магнитогорского драматического театра им. А. С. Пушкина Ирина Васильева. Ее творческий стаж составил более 40 лет, 25 из которых были связаны с Магнитогорском — городом, куда она приехала вместе с мужем Анатолием Резининым, назначенным главным режиссером. «Как-то сразу полюбили этот славный город, где все волнует: и его история, и сегодняшний день, и будущее, — писала позже Ирина Михайловна. — Здесь я стала заслуженной артисткой РСФСР, здесь сыграла самые значительные свои роли…»
«Театр, любовь моя…», автор Людмила Малышева, глава «Актриса моего театра»